# L'Odyssée d'un transport torpillé
L'Odyssée d'un transport torpillé est un roman de Maurice Larrouy publié en 1917 aux éditions Payot sous la lettre Y. et ayant reçu la même année le prix Femina.

## Éditions
- L'Odyssée d'un transport torpillé, éditions Payot, 1917.